# VDSL
VDSL o VHDSL, son las siglas de Very high-bit-rate Digital Subscriber Line, “línea de abonado digital de muy alta tasa de transferencia”, una tecnología de acceso a Internet de banda ancha perteneciente a la familia de tecnologías xDSL que transmiten los impulsos sobre el cable de par trenzado de la línea telefónica convencional.
Se trata de una evolución del ADSL, que puede suministrarse de manera asimétrica (20 Mbit/s de descarga y 5 Mbit/s de subida) o de manera simétrica (20 Mbit/s tanto en subida como en bajada), en condiciones ideales sin resistencia de los pares de cobre y con una distancia nula a la central.
La tecnología VDSL utiliza cuatro canales para la transmisión de datos, dos para la descarga y dos la para subida, con lo cual se aumenta la potencia de transmisión de manera sustancial gracias a que se utiliza la tecnología FTTC (fiber to the cabinet) el cual es un híbrido entre cobre/fibra óptica entre la central y el usuario final.

## Aplicaciones
Las aplicaciones para las que más está siendo usada la tecnología VDSL es para la transmisión de televisión de alta definición por red. VDSL es capaz de transmitir video comprimido, una señal en tiempo real poco apta para los esquemas de retransmisión de error utilizados en las comunicaciones de datos. Para lograr tasas de error compatibles con el vídeo comprimido, VDSL tendrá que incorporar Forward Error Correction (FEC) con el suficiente intercalado para corregir todos los errores creados por la aparición de ruidos impulsivos de una especificada duración.

## Funcionamiento

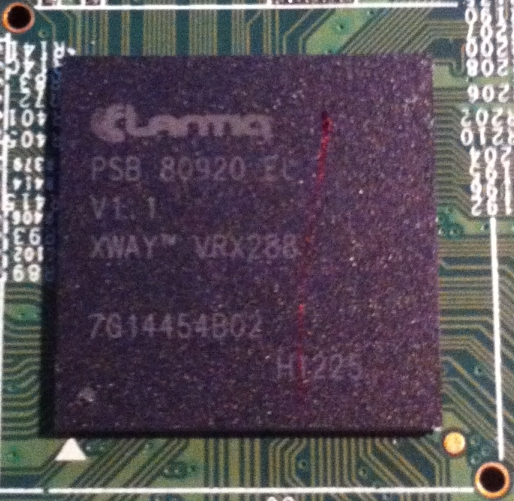
DSL SoC

El estándar VDSL utiliza cuatro bandas de frecuencia diferentes, dos para la subida (desde el cliente hacia el proveedor) y dos para la bajada de datos (desde el proveedor hacia el cliente). La técnica estándar de modulación puede ser QAM/CAP (Carrierless Amplitude/Phase) o DMT (Discrete Multitone Modulation, Multiplexación por División de Frecuencias Ortogonales), las cuales no son compatibles, pero tienen un rendimiento similar. Actualmente, la más usada es DMT.
Los datos hacia el usuario son difundidos a cada equipo de usuario final (CPE) o transmitidos a un hub separado de forma lógica, desde donde se distribuyen a los usuarios finales mediante multiplexación TDM (Time Division Multiplexing). La multiplexación en el sentido del usuario a la red constituye un problema algo más complejo. Los sistemas que utilizan una NT (Network Termination) pasiva han de insertar los datos en un medio compartido, ya sea mediante alguna variante TDMA (Time Division Multiple Access) de FDM (Frecuency Division Multiplexing).

## Despliegue
Exceptuando los casos de países como Corea del Sur y Japón, donde VDSL es la principal tecnología, existen ejemplos de otros estados en donde este estándar es bastante común en cuanto a su despliegue como nueva tecnología:

### Alemania
- La Deutsche Telekom dispone actualmente en más de 50 ciudades VDSL.

### Argentina
- “Iplan networks NSS” brinda cobertura en la Ciudad Autónoma de Buenos Aires (micro y macro centro, y avenidas principales), centro de la ciudad de La Plata, Quilmes, Lomas de Zamora, Córdoba, Rosario y Mar del Plata.[1] IPlan utiliza LRE (Long Reach Ethernet) de Cisco, en conjunto a Allied Telesis VDSL2.[2]
- Telecom ya está brindando este servicio a barrios de la Ciudad de Buenos Aires, como (Chacarita, Palermo, Belgrano) ha realizado varias pruebas en campo, vendiendo este servicio a empresas y clientes residenciales. Y también brinda este servicio en la Ciudad de Salta.
- Telefónica ya está brindando este servicio en la Ciudad de Buenos Aires, en los barrios más densamente poblados (Flores y Caballito), coincidiendo estas zonas en que ya no contaban con cupos disponibles en sus DSLAM tradicionales.

### Australia
- El único suministrador en Canberra es TransACT, quien usa VDSL para ofrecer televisión Digital, Internet y aplicaciones WAN sobre su red FTTC (Fibre-To-The-Curb).
- EFTel ha iniciado un despliegue de tecnología MSAN (Nodo de acceso multiservicio) compatible con VDSL2, a través de Australia, como parte de su red BroadbandNext. En septiembre de 2008, EFTel han instalado 55 nodos MSAN preparándose para la ratificación de VDSL2 en Australia.[3]
- iiNet comenzó probando VDSL en el complejo de apartamentos Domus en Perth en diciembre de 2008 ofreciendo velocidades de 100 Mbit/s y 50 Mbit/s.

### Austria
- Telekom Austria provee VDSL2 bajo el nombre Gigaspeed en zonas rurales desde noviembre de 2009. A finales de 2010 Telekom Austria comenzó una amplia campaña para traer VDSL2 (GigaSPEED) a tantos clientes como sea posible en las áreas metropolitanas.[4]

### Bélgica
- Belgacom ofrece VDSL en partes del país (6%), pero limitado a 9 Mbit/s de bajada y 400 kbit/s de subida, con una cuota mensual de 90 GB

### Bolivia
- AXS ofrece esta tecnología, compitiendo con proveedores que ofertan HFC y FTTH.

### Canadá
- SaskTel en Saskatchewan, MTS en Manitoba y Bell ExpressVu en Ontario and Québec ofrecen VDSL en áreas urbanas.

### Colombia
- Movistar/Telefónica desde 2016 empezó a ofrecer velocidades de hasta 40Mbit/s por medio de VDSL en Colombia.
- En Santiago de Cali  la empresa Emcali telecomunicaciones usa el servicio vdsl para ofrecer internet , televisión y voz .

### Corea del Sur
- Korea Telecom y varios más ofrecen VDSL en lugares donde no llegue FTTH. Los planes de conexión varían entre los 4 Mbit/s a 100 Mbit/s con costos de USD$25–40 mensuales.

### España
- VDSL apareció el 1 de octubre de 2005.

- Jazztel.[5] Hasta 30 Mbits y10Mbit/s.
- Vodafone ya comercializa la tecnología VDSL, antes bajo la denominación ADSL Turbo. La velocidad con la que se comercializa el servicio es 35Mb/3,5Mb (Bajada/Subida) aunque la operadora no limita la velocidad de esta tecnología desde la central y se puede sincronizar, si las condiciones de la línea (Distancia a la central, atenuación...) lo permiten, hasta un máximo de 50Mb/5Mb.
- Oceans Network, en 2014 la empresa comercializa su VDSL 30/3 Mb la cual se sirve de los acuerdos de NEBA utilizando la red de cobre y FTTH de Movistar.
- Movistar lo elimina de sus productos en la web , con lo cual mantiene las conexiones existentes pero no es posible contratarlo, debido al incremento de líneas FTTH producido en España y al posible uso de redes 4,5 G móviles esta tecnología queda en desuso

### Estados Unidos
- AT&T ofrece acceso a Internet y servicio de televisión a través de VDSL en 25 ciudades bajo el nombre comercial de U-verse. El servicio de AT&T se basa en FTTN, FTTH también se utiliza.
- Qwest ofrece servicios de televisión e Internet sobre VDSL en Denver, Colorado, Omaha, Nebraska y Phoenix, Arizona.
- Verizon ofrece su servicio FiOS en algunas áreas metropolitanas a una velocidad de hasta 150 Mbit/s. El servicio de Verizon está basada en FTTH.

### Finlandia
- En Helsinki, proveen VDSL las empresas: “24 Online” y “Sonera”. En varias ciudades, presta servicio Nebula. En Oulu provee DNA, y en Turku, Auria. Algunas universidades también ofrecen fibra óptica VDSL a sus alumnos.

### Francia
- Erenis está ofreciendo tanto Internet como teléfono sobre VDSL en París. El ancho de banda es 60 Mbit/s de bajada y 6 Mbit/s de subida.

### Hong Kong
- HGC y PCCW ofrecen VDSL . Una conexión de 30 Mbit/s de bajada y de 10 Mbit/s de subida tiene un costo de alrededor de $ 11-34 USD por mes con 18 a 24 meses de contrato, con tráfico ilimitado.

### Israel
- En agosto de 2009 la empresa Bezeq Archivado el 9 de agosto de 2011 en Wayback Machine. inició las pruebas de VDSL con 20, 25, 30 y 40 Mbit/s asimétricos con 1 Mbit/s de subida en ciertas áreas del norte de Israel.
- VDSL se comenzó a proveer a finales de 2009. La máxima velocidad de descarga es de más de 100 Mbit/s, aunque en un principio sólo se ofrece servicio VDSL de 20 y 30 Mbit/s.

### Japón
- NTT ofrece VDSL bajo los siguientes nombres de producto, B-Flets, TEPCO, KDDI; y la empresa de telecomunicaciones SoftBank también ofrece VDSL.
- En Japón se usa la tecnología de acceso FTTx para brindar VDSL.

### México
- TELMEX ya ha desplegado una Red VDSL para ofrecer IPTV solo espera la eliminación de una restricción legal en su título de concesión para ofrecer el "Triple-Play", ya ofrece servicios desde 3 hasta 200 Mbit/s asimétricos con velocidades de subida de 3, 5, 10 y 20 Mbit/s

### Holanda
- KPN (Holanda) comenzó en diciembre de 2005 a realizar pruebas con varias decenas de usuarios ofreciendo entre 20 y 30 Mbit/s. Actualmente ofrece mediante VDSL2 hasta 30 Mbit/s simétricos.

### Suecia
- Bredbandsbolaget AB ofrece VDSL, pero no en todas las áreas.

### Suiza
- La empresa Swisscom en 2007 introdujo el servicio de televisión sobre IP con conexión DSL de 20 Mbit/s de bajada y 2.5 Mbit/s de subida. El gigante de las telecomunicaciones Swisscom ofrece VDSL en la mayor parte de Suiza.

### Uruguay
- Antiguamente era Movistar, quien utilizaba VDSL para ofrecer Internet y aplicaciones WAN sobre su red FTTC (Fibre-To-The-Curb).

### República Dominicana
La empresa Claro es el líder en el mercado y única en proveer el servicio de VDSL https://web.archive.org/web/20130403025458/http://contenido.claro.com.do/wps/portal/do/pc/personas/claro-tv/que-es-claro-tv

### Venezuela
La empresa Cantv agregó nuevos planes con el servicio de VDSL con planes de 25Mb[18$]  hasta 100Mb de Bajada, en el año 2020.